# Hvolris
Das heute 18 ha große eisenzeitliche Museumsdorf (dänisch Jernalderlandsby) Hvolris liegt etwa 17,0 km nördlich von Viborg in Jütland, in Dänemark. 

## Der Name
Sandiger Humus liegt hier in einer dicken Schicht auf Blaulehm. Da dieser wasserundurchlässig ist, bildete sich in der Vertiefung zwischen den Hügeln eine Quelle (jütländisch "hwol"), wovon Hvolris einen Teil seines Namens hat. Der hintere Namensteil ist das alte Wort für Gestrüpp (deutsch: "Reis" oder "Reisig"). 

## Entdeckung des Platzes
1961 fiel Anders Olesen die Häufung von Keramikscherben und Feuersteinen am Hügel auf. Er wandte sich an das Viborger Museum. Eine Grabung legte mehrperiodische Siedlungsreste frei, insbesondere aus der Eisenzeit. Im Jahre 1963 wurde ein sieben Hektar großes Gebiet gekauft und man beschloss ein Grabungsfeld anzulegen und die Funde der Öffentlichkeit zugänglich zu machen. 

Hvolris
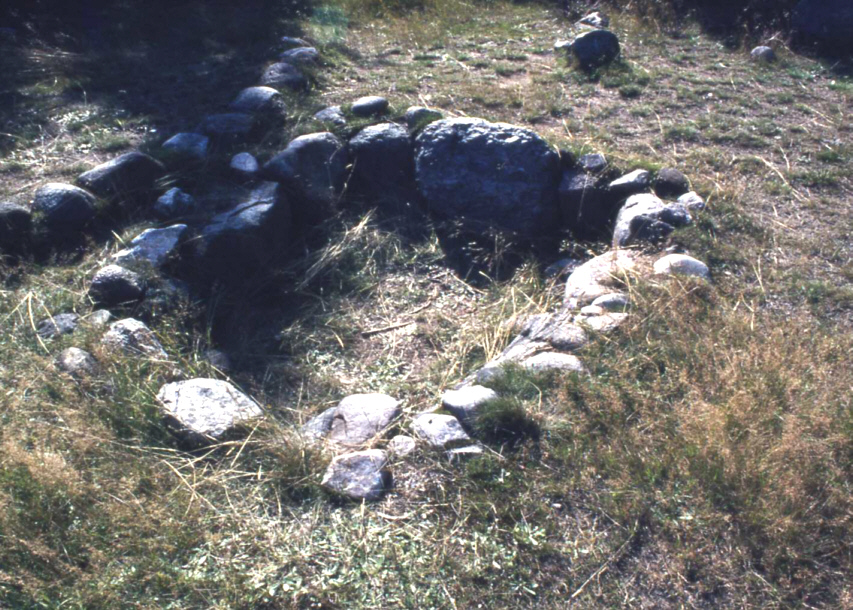
Hvolris Blocksteingrab
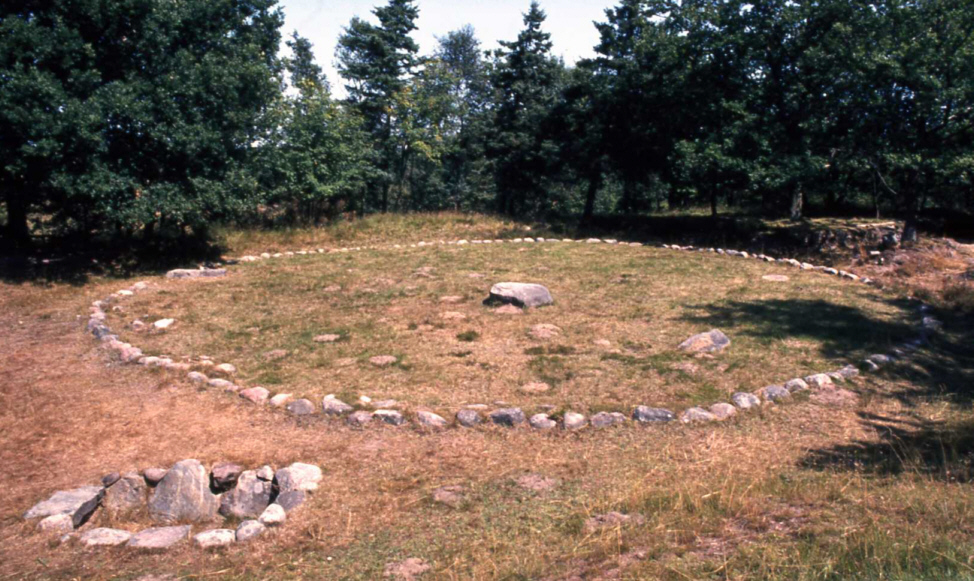
Hvolris Steinkreis
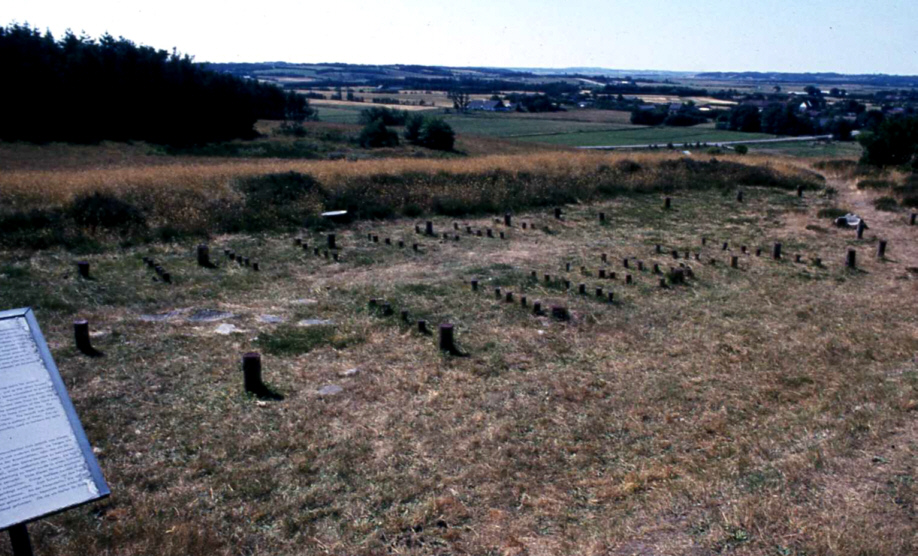
Hvolris Hausgrundriss
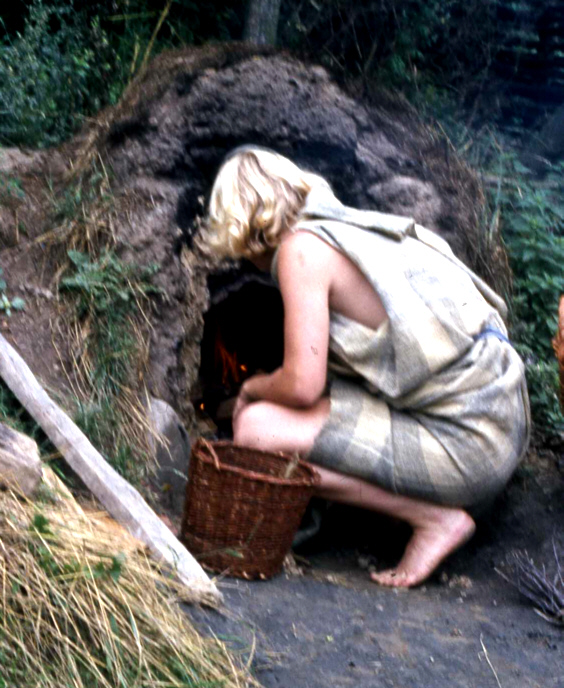
Ofenanlage

## Kontext
Die meisten Siedlungsreste stammen aus der älteren oder der römischen Eisenzeit (um 100 v. Chr.). Zu dieser Zeit verließen die Kimbern und Teutonen die Halbinsel und suchten im Süden nach besseren Gegebenheiten. 

## Die Siedlung
In Hvolris fanden sich mehrere Hausgrundrisse. Das älteste Haus (Haus VIII) war ein Langhaus, dessen Wände aus Pfostenreihen mit Geflecht und Lehmfüllung errichtet waren. Der Boden bestand aus Stampflehm. Das mit Gras oder Heidetorf gedeckt Satteldach wurde in der Hausmitte von einer Reihe kräftiger Pfosten getragen. Vor der Mitte beider Langseiten fand man Steinböden, die Eingänge markieren. Nachdem dieses Haus abgebrannt war, wurden mehrere neue errichtet. Sechs von ihnen sahen etwa aus wie das ältere. Eines hatte eine Plankenwand und kein pfostengestütztes Dach.
Um die Feuerstellen in Haus I und III lagen halbrunde Lehmbänke. Haus VIII enthielt eine aus Steinen gesetzte und von einer dicken Lage rot gebrannten Lehms bedeckte Feuerstelle. Vor dem Haus hatte man einen großen Krug vergraben, möglicherweise für Vorräte. Bei der Feuerstelle im Haus IX wurde eine kleine vergrabene Tasse gefunden. Über die Siedlung verteilt fand man eine Reihe Gruben, die mit Holzkohle und feuergesprengten Steinen gefüllt waren. Teilweise waren sie gleichzeitig, partiell aber auch älter als die Siedlung. Es könnte sich um so genannte Gargruben handeln.
Westlich einer heutigen Hecke liegen zwei Häuser mit anderen Grundrissen. Sie sind jünger als die östlichen und entstanden etwa zur Zeitenwende. Eine in allen Häusern durchgeführte Untersuchung zeigte, dass jeweils im Ostteil der Phosphatgehalt besonders hoch ist. Das deutet darauf, dass man hier Tiere lose bzw. in Boxen untergebracht hat. Die Häuser sind im Inneren zweigeteilt, die westliche Hälfte als Wohnung mit dem Herd und die östliche mit Trennwänden für das Vieh. 
Angebaut wurde vornehmlich Weizen und Gerste, aber auch Hafer. Das Korn wurde auf den in größeren Mengen gefundenen Mahlsteinen gemahlen. Die Dorfgemeinschaft war autark. Das galt für Essen und Trinken den Hausrat, sowie auch für die Bekleidung und die Schuhe. Schafwolle wurde gesponnen und gewoben. Das Tuch wurde zu Kleidern vernäht. Man hatte Verbindungen zu anderen Dörfern. Eisen musste eingetauscht werden. Bezeichnend ist, das in dem armen Dorf Hvolris sehr wenige Eisengeräte gefunden wurden. Ein kleiner Männerkopf aus Ton gehört zu den wenigen Dingen, die keinen praktischen Wert besaßen.

## Die Steinböden
Etwa auf gleicher Höhe wie das Dorf liegen 100 m westlich einige Steinböden. Sie sind aus etwa gleich großen Steinen gelegt, die auf der Oberfläche abgenutzt sind. Zwischen ihnen fanden sich Tonscherben, die gleichzeitig mit der Keramik der Siedlung sind. Der Zweck des Platzes ist unklar.

## Die Quelle
Die Quelle war wesentlich für die Besiedlung des Platzes. Eine größere Steinlage erstreckt sich von der Quelle aus nach Süden und Westen. Sie bestand aus handgroßen Steinen, die einen Teppich bildeten, der mit scherben- und aschevermischter Erde bedeckt war. Ein Teil der Scherben stammte aus der römischen Eisenzeit. Nördlich dieser Steinlage war das Gelände der Quelle mittels Sand eingeebnet. Darauf fanden sich Pflasterungen aus größeren, flachen Steinen. Im hellen Sand waren nördlich davon zwei tiefe Rinnen zu erkennen, in denen sich Pfostenspuren fanden. Vielleicht sind es die Reste von Holzrinnen, die das Quellwasser zu einer Horizontalrad-Wassermühle führten.

## Die Steinkreise
Auf dem südlichen Hügelkamm liegt eine Reihe Steinkreise, von denen einer 16 m Durchmesser hat, während die anderen sechs Meter messen. Die kleinen sind die älteren. Sie stammen aus der Zeit um etwa 500 v. Chr. Ein Steinkreis schließt ein kleines Brandgrab mit den Resten eines Kruges als Grabbeigabe ein. Aus etwas älterer Zeit stammen Brandgräber mit verbogenen Schwertern als Beigabe, die außerhalb des großen Steinkreises gefunden wurden. Der große Kreis schloss mehrere Feuergruben mit Tierknochen und Tonscherben ein. Er war zeitgleich mit den Häusern, die um 100 v. Chr. entstanden waren.

## Das Grubenhaus
Unter dem westlichen Teil des großen Steinkreises fanden sich die Reste eines Grubenhauses aus der Jungsteinzeit. Das Haus war 6,5 × 3,5 m groß und 40 cm in die Erde eingetieft. Zwei Pfosten trugen das Zeltdach, das ansonsten auf der Erde ruhte. Die in und am Haus gefundene Tonscherben stammen von der Einzelgrabkultur.

## Blocksteingräber
Zwischen den Steinkreisen liegen viereckige, etwa einem Meter in den Grund gegrabene Gruben, die mit großen Steinen umstellt sind. Es handelt sich um Gräber der römischen Eisenzeit 100 n. Chr. Zu vier gefundenen Blocksteingräbern kommt ein Grab hinzu, bei dem die Steine durch Planken ersetzt worden sind. Sie alle sind zur Körperbestattung verwendet worden. Der Tote lag auf der Seite mit leicht angezogenen Beinen, der Rücken nach Norden und der Kopf nach Westen gerichtet. In die Hand gab man dem Toten ein Messer. Am Südende lagen ein Fass (Korn oder Mehl), ein langhalsigen Krug und eine Reihe von Schalen und Bechern. Dieses Grab wurde mit Planken abgedeckt. Mehrere Gräber dieses Typs wurden östlich des eigentlichen Hvolrisgebietes gefunden, noch fehlen jedoch die Häuser, in denen die Menschen gewohnt haben. Hvolris wurde um etwa um Christi Geburt aufgegeben.

## Die Ofenanlage
Die Ofenanlage in der Mulde zwischen den Hügelkämmen ist Teil einer mittelalterlichen Hofanlage, die nur durch die Ofenanlage vertreten ist. Sie war aus Lehm, der bienenkorbartig über einem Skelett aus Ästen oder Zweigen lag. Zum Ofen führte ein langer Feuerungskanal. Das Aufheizen geschah, indem man ihn mit Brennmaterial voll stopfte, und anzündete. Wenn der Ofenraum aufgeheizt war buk man Brot in der Wärme der Ofenwände. Während der Ausgrabung fand man eine Münze aus der Zeit Erik VI. Menved († 1319) mittels der man die Anlage datieren konnte. Darüber hinaus fand man eine Bronzespange.

## Bronzezeithügel
Die bronzezeitliche Periode, die Epoche, bevor die ältesten Kreisgräber auf dem Hügel angelegt wurden, ist hier bislang noch ungenügend erhellt. Wahrscheinlich stammt der nahe gelegene Store Bussehøj (høj = Hügel) ebenso aus dieser Zeit wie der untersuchte Lille Bussehøj. Hier grub man nicht weniger als 16 Urnen aus, alle aus der jüngeren Bronzezeit, etwa 1100 bis 500 v. Chr.

## Pflasterung
Die Pflasterung ähnelt den beiden Steinböden im westlichen Teil, doch wurden hier keine Scherben gefunden, die bei der Datierung helfen könnten. Sie könnte die gleiche Funktion haben wie die beiden anderen. Nur ein Detail unterscheidet sie, eine kleine runde Schale, in einem der Steine.

## Kultplatz der Jungsteinzeit
Diese Anlage ist eine der ältesten in dem Gebiet. Sie stammt aus der Zeit der Schnurkeramik und liegt östlich des eisenzeitlichen Dorfes. Ein Teil lag ursprünglich unter dem Dorf und wurde erst entdeckt, als man die Fundamente der Hausgruben entfernte. Viele der eisenzeitlichen Hauspfosten gehen hinab bis in die steinzeitliche Schicht. Auch die an anderen Stellen in diese Schicht gegrabenen Gargruben haben sie ziemlich zerstört. Geblieben sind Spuren von Feuerstellen, die über kleinen hufeisenförmigen Steinhaufen mit der Öffnung nach Süd aufgebaut sind. Innerhalb des "Hufeisens" wurden eine kleinere und eine größere Steinsetzung gefunden mit einem hohen spitzen Stein am einen Ende. Man fand auch eine Menge kleiner, ornamentierter Scherben und eine 5 cm lange brotlaibförmige Tonform.